# Лесной таракан
Лесной таракан (лат. Ectobius sylvestris) — вид тараканов из семейства Ectobiidae. Распространён в Евразии. Интродуцирован в США. Встречаются в лесах и лесных угодьях. Питаются компостом из листьев граба (Carpinus) и дуба (Quercus).

## Описание
Общая длина от 7 до 11 миллиметров. Края чёрного пятна на переднеспинке самца резкие. Окраска серовато-бурая или жёлто-бурая. Надкрылья самца заходят за конец брюшка, у самки они обычно не достигают конца брюшка.

## Галерея

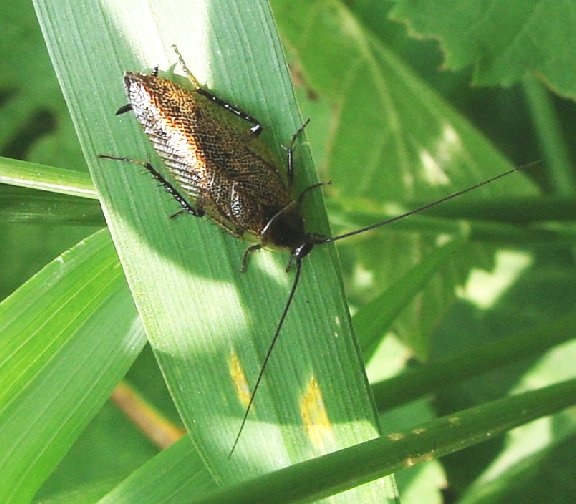
Самец
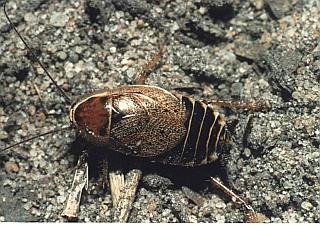
Самка
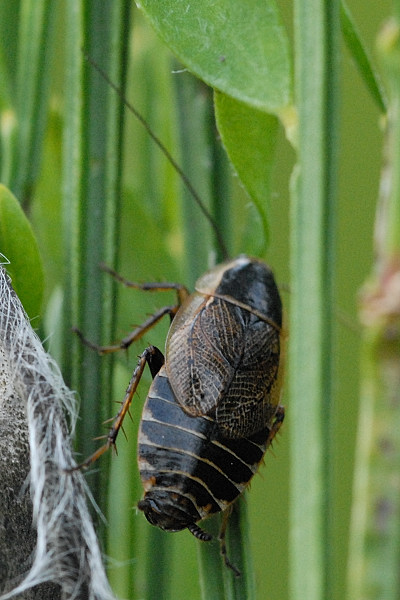
Самка